# Tensore di Riemann
In geometria differenziale, il tensore di Riemann è un tensore di tipo (1,3) che codifica nel modo più completo la curvatura di una varietà riemanniana. Prende il nome da Bernhard Riemann ed è generalmente indicato (nella notazione con indici) tramite il simbolo:
{\displaystyle R_{jkl}^{i}\,\!.}
Tutte le altre entità che descrivono la curvatura di una varietà possono essere dedotte dal tensore di Riemann, ad esempio il tensore di Ricci (un tensore di tipo (0,2)), la curvatura scalare e la curvatura sezionale. Il tensore di Riemann è definito per ogni varietà riemanniana, cioè differenziabile e dotata di un tensore metrico definito positivo, e più generalmente per ogni varietà dotata di connessione.

## Descrizione

### Definizione generale
Sia {\displaystyle M} una varietà differenziabile dotata di una connessione di Levi-Civita. Il tensore di Riemann è il campo tensoriale {\displaystyle R} di tipo (1,3) che soddisfa l'uguaglianza
{\displaystyle R(X,Y)Z=\nabla _{X}\nabla _{Y}Z-\nabla _{Y}\nabla _{X}Z-\nabla _{[X,Y]}Z.}
per ogni terna {\displaystyle X,Y,Z} di campi vettoriali su {\displaystyle M}. Il teorema di Schwarz asserisce che nello spazio euclideo le derivate parziali commutano: questo fatto non è vero in una varietà con connessione arbitraria, e il tensore di Riemann tiene conto in un certo senso di questo fenomeno. I primi due termini della formula sono infatti proprio le derivazioni commutate applicate ad un campo {\displaystyle Z}; la presenza del terzo termine, che fa uso della parentesi di Lie {\displaystyle [,]}, è necessaria affinché {\displaystyle R} sia effettivamente un tensore.

### Simboli di Christoffel
Una connessione è pienamente individuata dai suoi simboli di Christoffel. Il tensore di Riemann può essere quindi rappresentato usando questi simboli in una qualsiasi carta, nel modo seguente.
{\displaystyle {R^{\sigma }}_{\mu \nu \rho }={\partial {\Gamma ^{\sigma }}_{\mu \rho } \over \partial x^{\nu }}-{\partial {\Gamma ^{\sigma }}_{\nu \mu } \over \partial x^{\rho }}+{\Gamma ^{\sigma }}_{\nu \lambda }{\Gamma ^{\lambda }}_{\mu \rho }-{\Gamma ^{\sigma }}_{\rho \lambda }{\Gamma ^{\lambda }}_{\nu \mu }}

### Commutatori e indici
Una definizione intermedia fra quelle date precedentemente può essere la seguente, espressa usando la notazione con indici. Come è già stato detto, le derivate covarianti lungo due direzioni non commutano. Il loro commutatore, applicato ad un vettore {\displaystyle Z}, risulta però avere una forma relativamente semplice; è la somma di una parte lineare in {\displaystyle Z} e di una parte lineare nella derivata covariante di {\displaystyle Z}:
{\displaystyle [\nabla _{\mu },\nabla _{\nu }]Z^{\rho }=R^{\rho }{}_{\sigma \mu \nu }Z^{\sigma }+T_{\mu \nu }{}^{\lambda }\nabla _{\lambda }Z^{\rho }.}
I coefficienti di entrambi gli addendi sono tensori: il tensore di Riemann e la torsione.

### Versione covariante
Se {\displaystyle M} è una varietà riemanniana, il tensore di Riemann è definito in base alla sua connessione di Levi-Civita. Il tensore metrico {\displaystyle g} può inoltre essere usato per innalzare o abbassare gli indici di un tensore: in particolare, la versione completamente covariante del tensore di Riemann è il tensore di tipo (0,4) dato da
{\displaystyle R_{\rho \sigma \mu \nu }=g_{\rho \zeta }{R^{\zeta }}_{\sigma \mu \nu }.}

## Proprietà algebriche

### Simmetrie di base
Nella sua forma completamente covariante, il tensore di Riemann è antisimmetrico rispetto allo scambio dei primi due o degli ultimi due indici:
{\displaystyle R_{\rho \sigma \mu \nu }=-R_{\sigma \rho \mu \nu }=-R_{\rho \sigma \nu \mu }\,\!}
ed è simmetrico rispetto allo scambio delle due coppie di indici:
{\displaystyle R_{\rho \sigma \mu \nu }=R_{\mu \nu \rho \sigma }.\,\!}

### Prima identità di Bianchi
Il tensore di Riemann soddisfa la prima identità di Bianchi. In assenza di torsione, l'identità assume la forma seguente:
{\displaystyle R_{\sigma \mu \nu }^{\rho }+R_{\nu \sigma \mu }^{\rho }+R_{\mu \nu \sigma }^{\rho }=0.\,\!}
Questa relazione può essere anche descritta più stringatamente nel modo seguente:
{\displaystyle R_{[\sigma \mu \nu ]}^{\rho }=0.\,\!}
In questa espressione, {\displaystyle [\sigma \mu \nu ]} indica che si deve effettuare una somma su tutte le permutazioni dei tre indici, con un segno corrispondente alla parità della permutazione. Risultano quindi 6 termini, che però possono essere accoppiati in virtù delle proprietà di base descritte prima.

### Componenti indipendenti
Il tensore di Riemann ha {\displaystyle n^{4}} componenti, dove {\displaystyle n} è la dimensione della varietà su cui è definito. Le relazioni appena descritte riducono questo numero a 
{\displaystyle {\frac {1}{12}}n^{2}(n^{2}-1)}
componenti indipendenti. In dimensione 1, 2, 3 e 4 il numero di componenti indipendenti è quindi rispettivamente 0, 1, 6, 20.

### Seconda identità di Bianchi
La seconda identità di Bianchi è simile alla prima, ma tiene conto della derivata covariante del tensore di Riemann. In assenza di torsione, l'identità ha la forma seguente:
{\displaystyle \nabla _{\lambda }R_{\rho \sigma \mu \nu }+\nabla _{\rho }R_{\sigma \lambda \mu \nu }+\nabla _{\sigma }R_{\lambda \rho \mu \nu }=0,\,\!}
Come sopra, questa uguaglianza può essere scritta più concisamente:
{\displaystyle \nabla _{[\lambda }R_{\rho \sigma ]\mu \nu }=0.}
Dalla seconda identità di Bianchi segue che il tensore di Einstein ha divergenza nulla.

## Esempi

### Superficie
Il tensore di Riemann di una superficie è dato da
{\displaystyle R_{\rho \sigma \mu \nu }=K(g_{\rho \mu }g_{\sigma \nu }-g_{\rho \nu }g_{\sigma \mu })}
dove {\displaystyle K} è la curvatura gaussiana e {\displaystyle g} è il tensore metrico.

### Spazio euclideo
In uno spazio euclideo, il tensore di Riemann è nullo. Una varietà riemanniana con tensore di Riemann nullo è detta piatta.

## Proprietà geometriche

### Curvatura sezionale
La curvatura sezionale è definita a partire dal tensore di Riemann. D'altra parte, il tensore di Riemann è completamente determinato dalla curvatura sezionale, tramite la formula
{\displaystyle 6\langle R(u,v)w,z\rangle =_{}^{}}
{\displaystyle =K(u+z,v+w)-K(u+z,v)-K(u+z,w)-K(u,v+w)-K(z,v+w)-K(v+z,u)+K(u,w)+_{}^{}}
{\displaystyle +K(v,z)-K(u+w,v+z)-K(u+w,v)-K(u+w,z)-K(u,v+z)-K(w,v+z)-K(u+w,v)+_{}^{}}
{\displaystyle +K(v,w)+K(u,z)_{}^{}}

### Varietà piatta
Una varietà riemanniana, o più generalmente pseudo-riemanniana, è piatta se ogni punto ha una carta in cui il tensore metrico {\displaystyle g} è costante. Questa definizione risulta essere equivalente a varie altre: tra queste, vi è l'annullarsi del tensore di Riemann. 
Una varietà (pseudo-)riemanniana è quindi piatta se e solo se il tensore di Riemann è ovunque nullo:
{\displaystyle R_{\rho \sigma \mu \nu }=0.}
Questa proprietà non è soddisfatta dal tensore di Ricci, né dalla curvatura scalare: esistono varietà con tensore di Ricci nullo che non sono piatte.

### Geodetiche
Il tensore di Riemann è utile a misurare l'avvicinamento o allontanamento delle geodetiche, fenomeno tipico degli spazi curvi. Nello spazio euclideo, due punti che si muovono nella stessa direzione alla stessa velocità rimangono a distanza costante. Questo non avviene in una più generale varietà (pseudo-)riemanniana. In una varietà non ha neppure senso parlare di "stessa direzione" di partenza: l'unico strumento per comparare vettori tangenti a punti diversi è infatti il trasporto parallelo lungo un cammino che unisce i due punti; il trasporto parallelo dipende però fortemente dal cammino scelto!
Si può comunque caratterizzare la proprietà di avvicinamento o allontanamento delle geodetiche, considerando una famiglia di geodetiche
{\displaystyle \gamma _{s}(t)}
disgiunte, dipendente (in modo liscio) da un parametro reale {\displaystyle s}. Ciascuna geodetica è parametrizzata dalla sua lunghezza d'arco. Questa famiglia definisce quindi una superficie parametrica dentro {\displaystyle M}. I due parametri {\displaystyle s} e {\displaystyle t} determinano due campi vettoriali {\displaystyle S} e {\displaystyle T} tangenti alla superficie. Il primo misura la deviazione fra le varie geodetiche, il secondo è costituito dai vettori tangenti a quelle. Si può quindi definire la velocità relativa e l'accelerazione relativa fra geodetiche come i campi vettoriali:
{\displaystyle V=\nabla _{T}S,\quad a=\nabla _{T}V.}
Se la connessione è senza torsione, vale la relazione seguente, nota come equazione della deviazione geodetica:
{\displaystyle a=R(T,S)T.}
Con gli indici:
{\displaystyle a^{\mu }={\frac {D^{2}}{ds^{2}}}S^{\mu }=R^{\mu }{}_{\nu \rho \sigma }T^{\nu }T^{\rho }S^{\sigma }.}